# Szpiedzy
Szpiedzy (ang. I Spy Returns) – amerykański film fabularny z 1994 roku, telewizyjna kontynuacja serialu I Spy (1965–1968).

## Obsada
- Robert Culp − Kelly Robinson
- Bill Cosby − Alexander Scott
- Salli Richardson-Whitfield (w czołówce jako Salli Richardson) − Nicole Scott
- Brent Huff − Tilden
- Jonathan Hyde − Cesar Baroodi
- George Newbern − Bennett Robinson
- Nikolaus Paryla − Cherbakov